# Калоприймач
Калоприйма́ч — один із засобів для догляду за колостомою. Стома — штучний отвір, наприклад у передній черевній стінці для виведення калових мас або сечі, сформований внаслідок хірургічної операції.

## Історія створення стомічних калоприймачів
Перший калоприймач розробила і створила данська медсестра Еліза Соренсен у 1954 році.
Сестрі Елізи, Торі зробили операцію з виведення стоми. Засобів догляду за стомою на той час не було, тому Тора і багато інших стомованих людей практично не мали змоги залишити домівку через постійні виділення зі стоми. Саме страждання та занепокоєння сестри спонукали Елізу шукати вирішення проблеми.
Спочатку вона розробила та виготовила калоприймач з гумової медичної ємності для льоду. Та подібне вирішення не було задовільним і ніяк не покращувало щоденне життя стомованої людини: винахід не був герметичним, не запобігав виникненню неприємних запахів та був некомфортний у застосуванні. Враховуючи всі наявні недоліки, Еліза розробила калоприймач, який приклеювали до шкіри, тим самим, запобігаючи протіканню калових мас на шкіру та появі неприємного запаху. Цей винахід став основним вирішенням проблеми щоденного догляду за стомою та соціальної адаптації стомованих.
Проте суттєвим залишалося питання про виготовлення калоприймачів у промислових масштабах.
Для реалізації ідеї виготовлення калоприймачів Еліза Соренсен звернулася до Ове Луіс-Генсена, крупного промисловця, власника фабрики з виготовлення пластмас.
Проте останній відповів категоричною відмовою. На цьому історія могла би закінчитися, та дружина Ове — Юхене, вмовила чоловіка здійснити хоча б одну спробу.
Таким чином, у 1955 році виготовили перший калоприймач на клейовій основі промисловим способом.
До нашого часу якість калоприймачів суттєво покращилась, тим самим, значно вдосконаливши рівень життя тисяч стомованих людей.

## Види калоприймачів

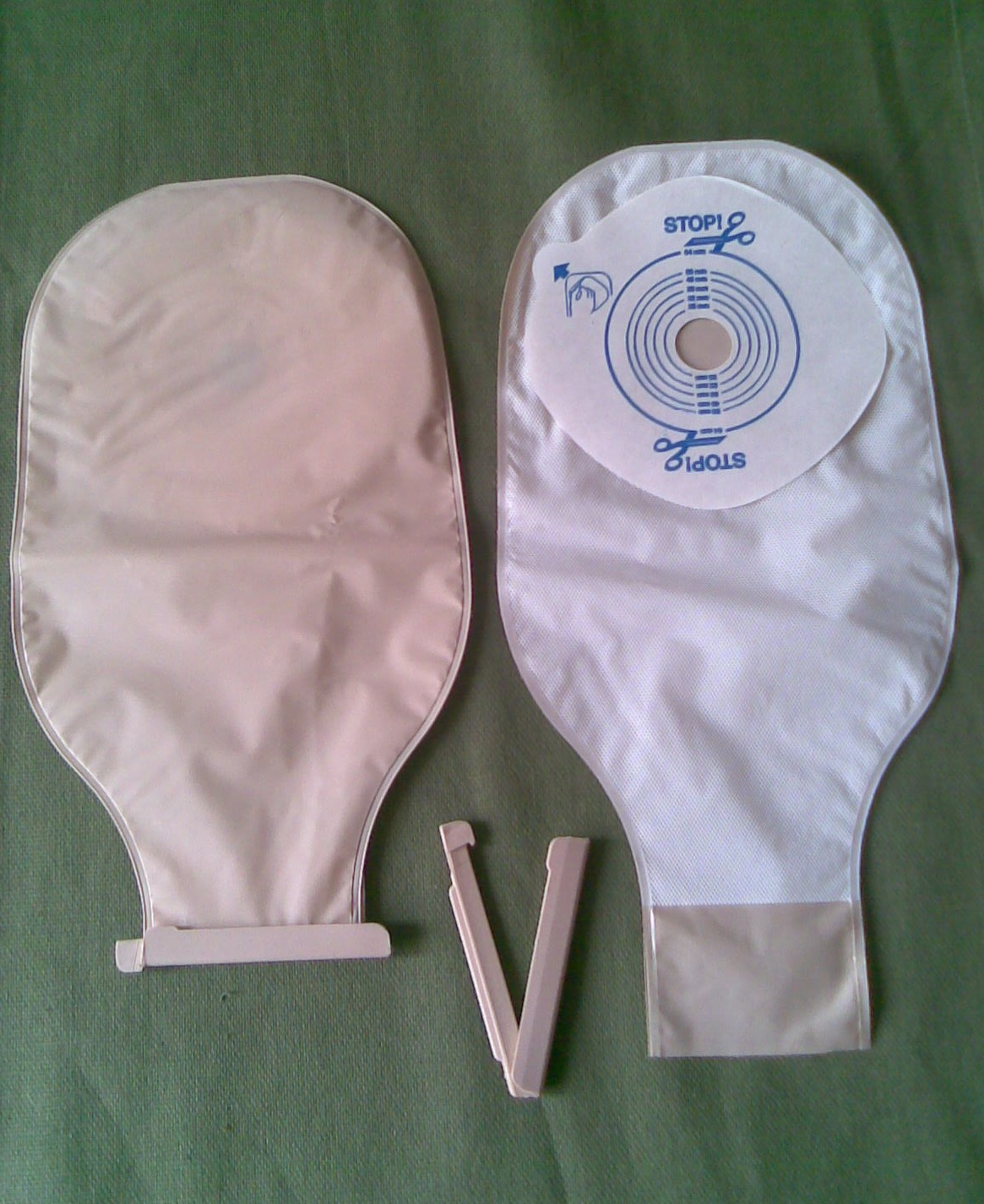
Відкритий однокомпонентний калоприймач (з двох боків)

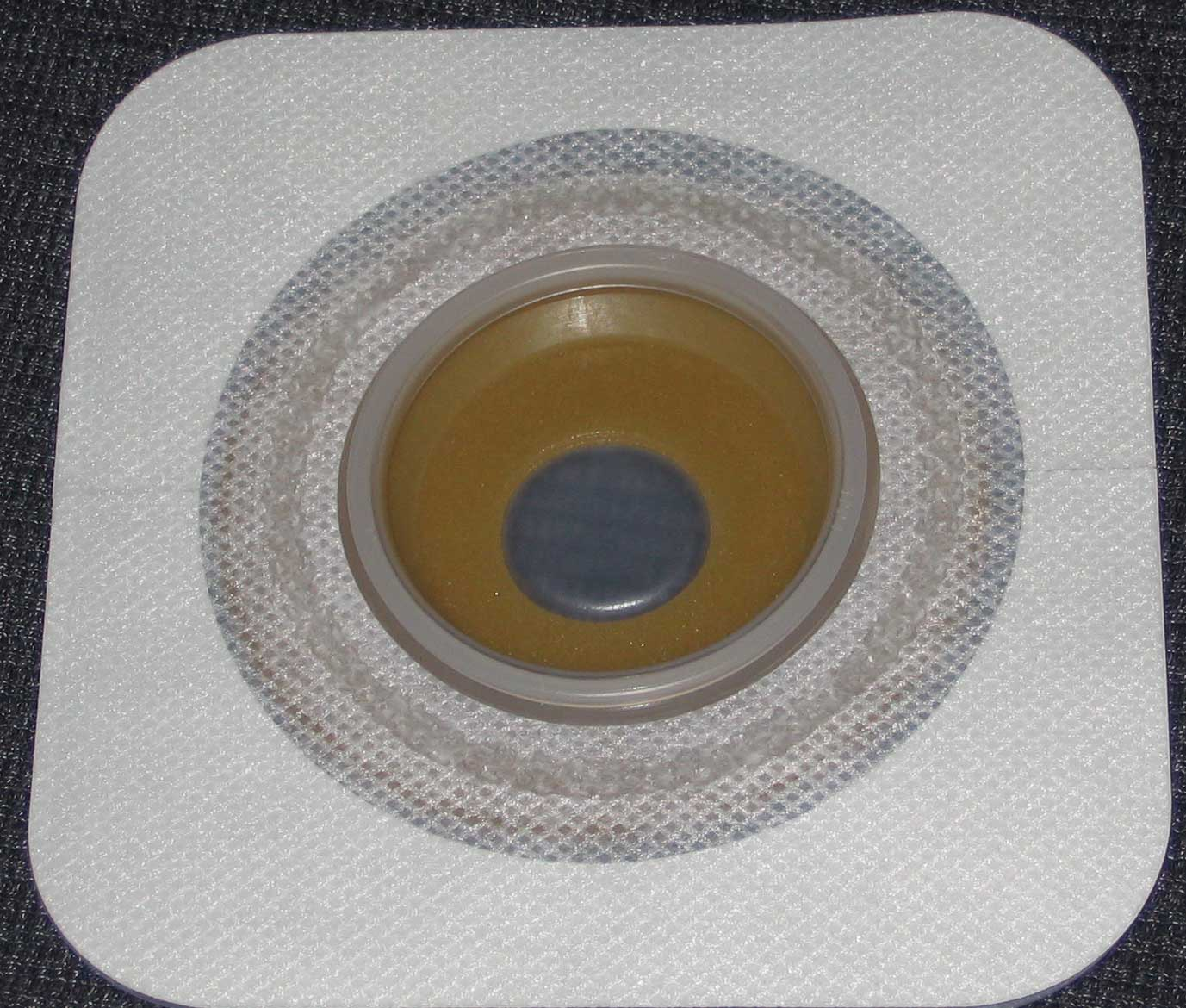
Пластина для кріплення до тіла, двокомпонентного калоприймача

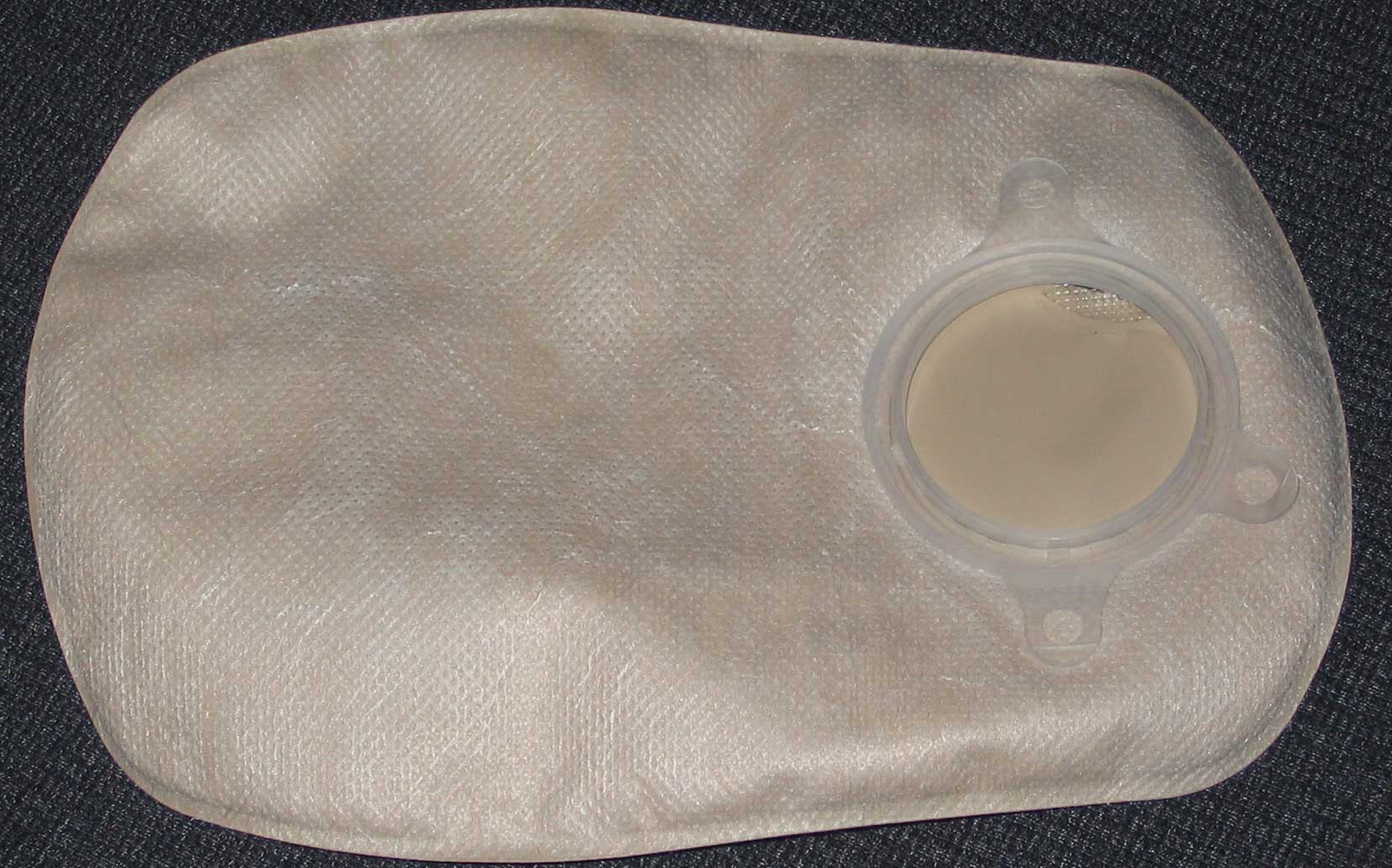
Мішок двокомпонентного закритого калоприймача

Розрізняють калоприймачі, за кількістю компонентів:
- двокомпонентні (складаються з двох компонентів: пластини, що приклеюється на шкіру і мішка, куди збираються калові маси)
- однокомпонентні (клейова пластина та мішок з'єднані).

За механізмом «дренування»:
- відкриті калоприймачі
- закриті калоприймачі

Відкриті калоприймачі мають спеціальній отвір знизу мішка, для дренування/випорожнення калових мас.
Закриті калоприймачі, в свою чергу, не мають відповідного отвору, тому при заповненні на третину — викидаються.
Двокомпонентні та одокомпоненті калоприймачі можуть бути як відкритими, так і закритими.
Часто калоприймачі оснащені спеціальними вбудованими фільтрами для відводу газів.